# 青松塚古墳
青松塚古墳（せいしょうづかこふん）は、大阪府茨木市室山にある古墳。形状は円墳。史跡指定はされていない。

## 概要
大阪府北部、紫金山古墳の南に築造された古墳である。1947年（昭和22年）・2012-2013年度（平成24-25年度）に調査が実施されている。
墳形は円形で、直径20メートルを測る。墳丘は2段築成と推測される。墳丘外表では円筒埴輪列（朝顔形埴輪含む）のほか、形象埴輪（家形・蓋形・盾形・石見型・人物埴輪など）が検出されている。埋葬施設は片袖式の横穴式石室で、南方向に開口する。石室内の調査では、画文帯神獣鏡・仿製乳文鏡を始めとして、装身具・武器・農工具・馬具・須恵器・土師器など多数の副葬品が検出されている。築造時期は古墳時代後期の6世紀中葉（TK10-TK209型式期）頃と推定される。

## 遺跡歴
- 1947年（昭和22年）、墳丘測量・発掘調査。副葬品多数出土（小林行雄ら、出土品は京都大学・茨木市保管）[2]。
- 2012年度（平成24年度）、測量調査（京都大学考古学研究室）[2]。
- 2013年度（平成25年度）、発掘調査（京都大学考古学研究室）[2]。

## 埋葬施設

石室俯瞰図

石室展開図

埋葬施設としては、片袖式横穴式石室が構築されており、南方向に開口する。石室の規模は次の通り。
- 玄室：長さ3.3メートル、幅2.0メートル、高さ2.4メートル
- 羨道：長さ3.6メートル、幅1.1メートル、高さ1.3メートル

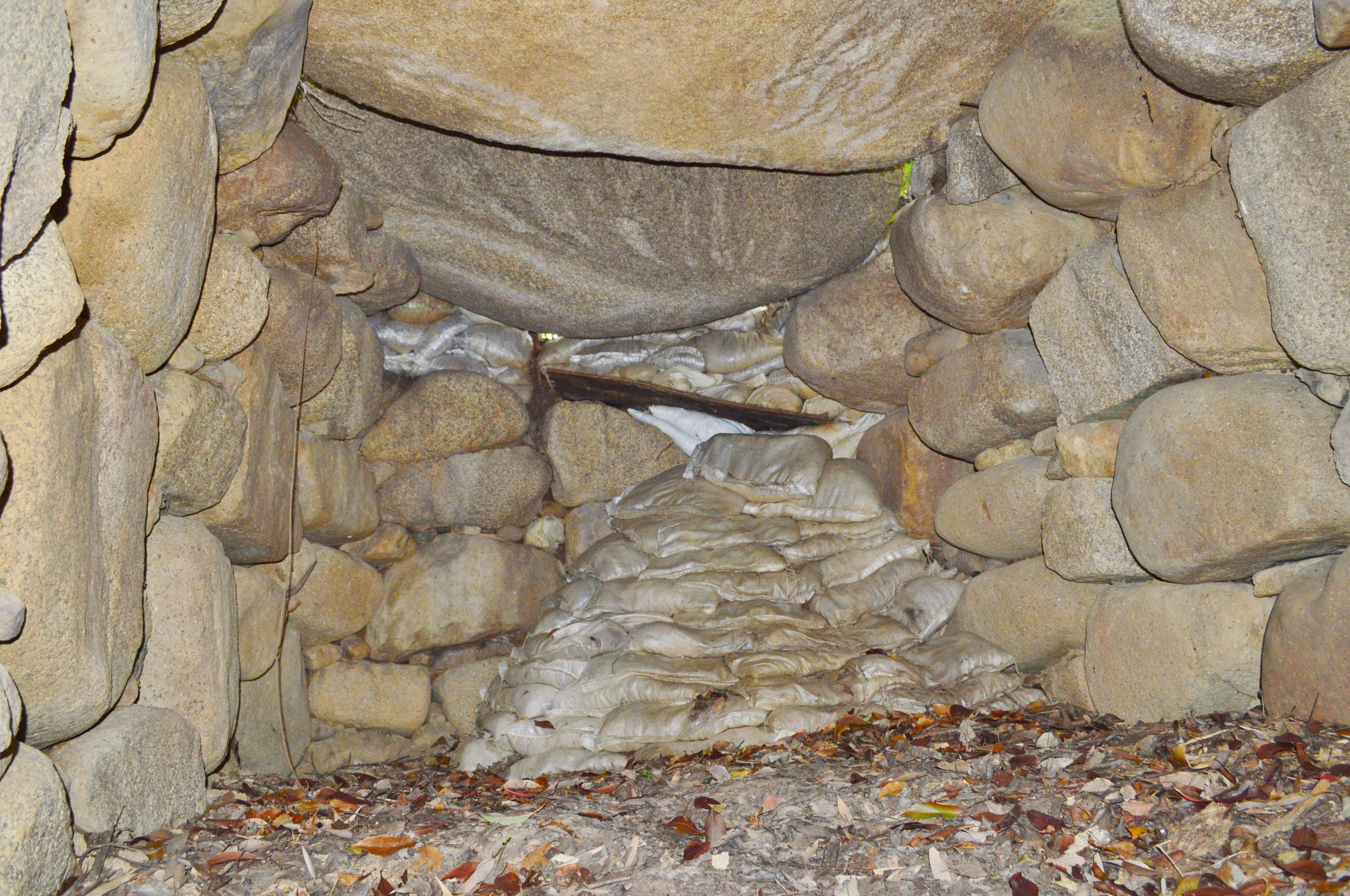
玄室（奥壁方向）
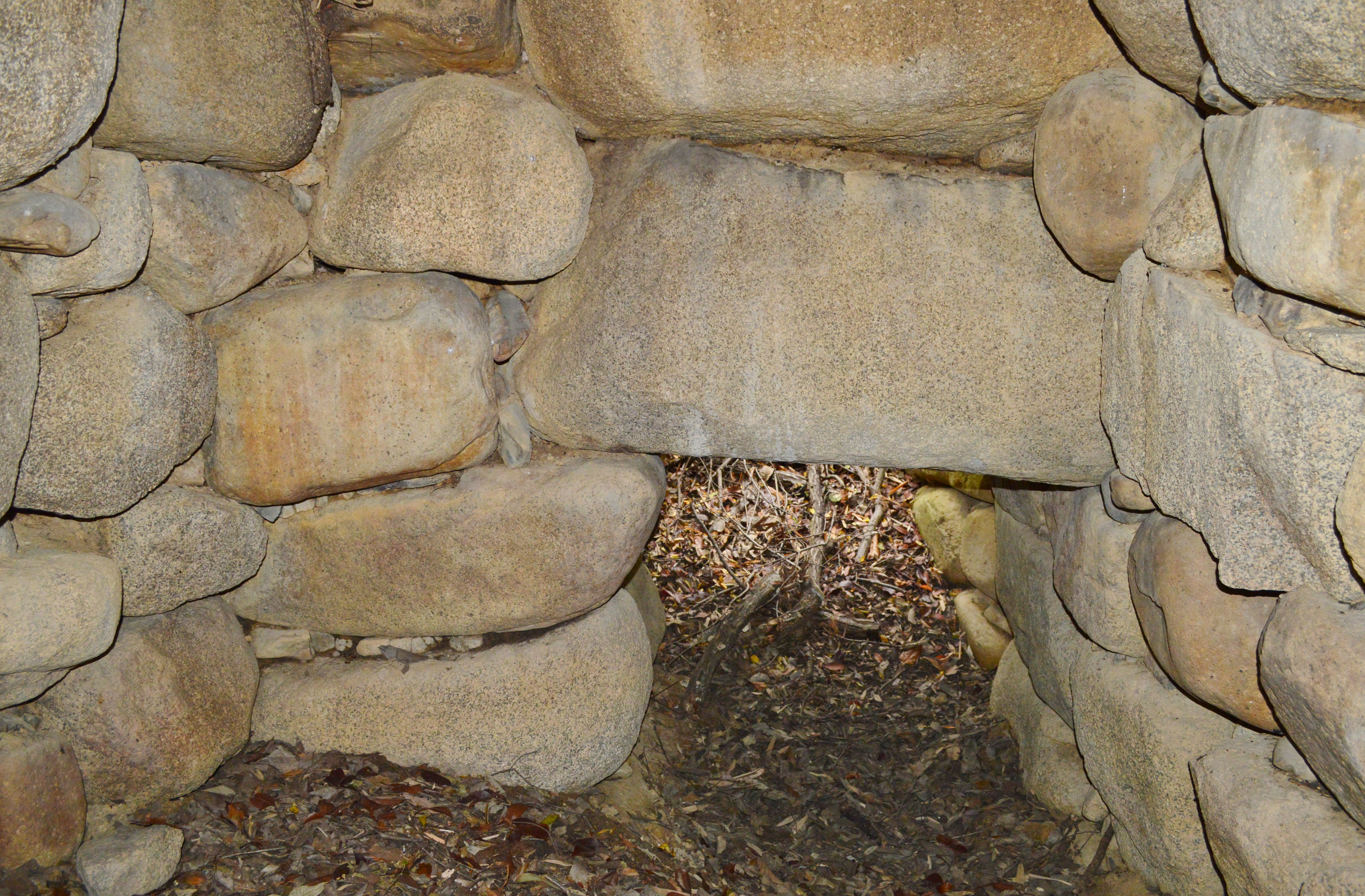
玄室（開口部方向）
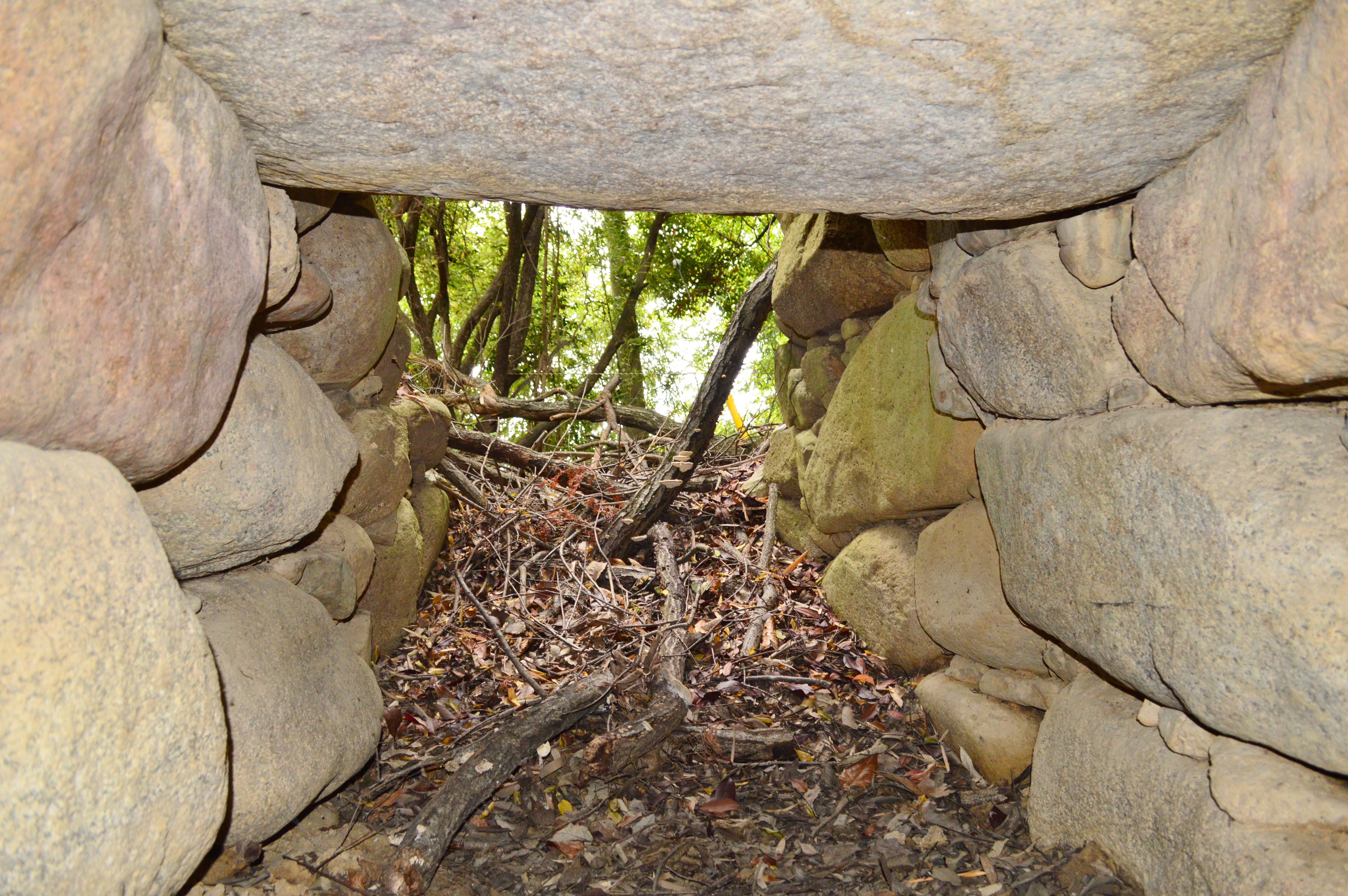
羨道（開口部方向）
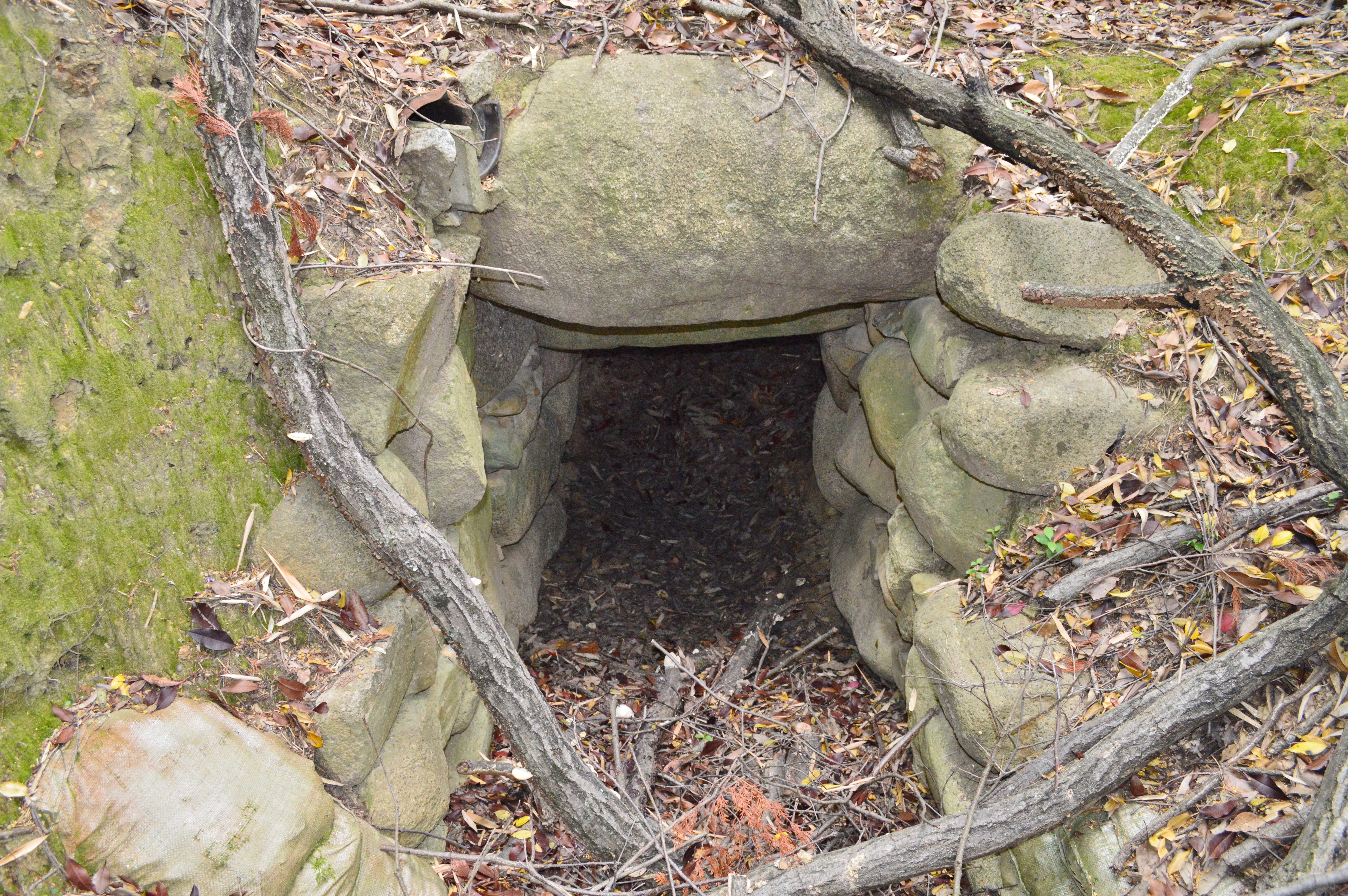
羨道（玄室方向）

## 出土品

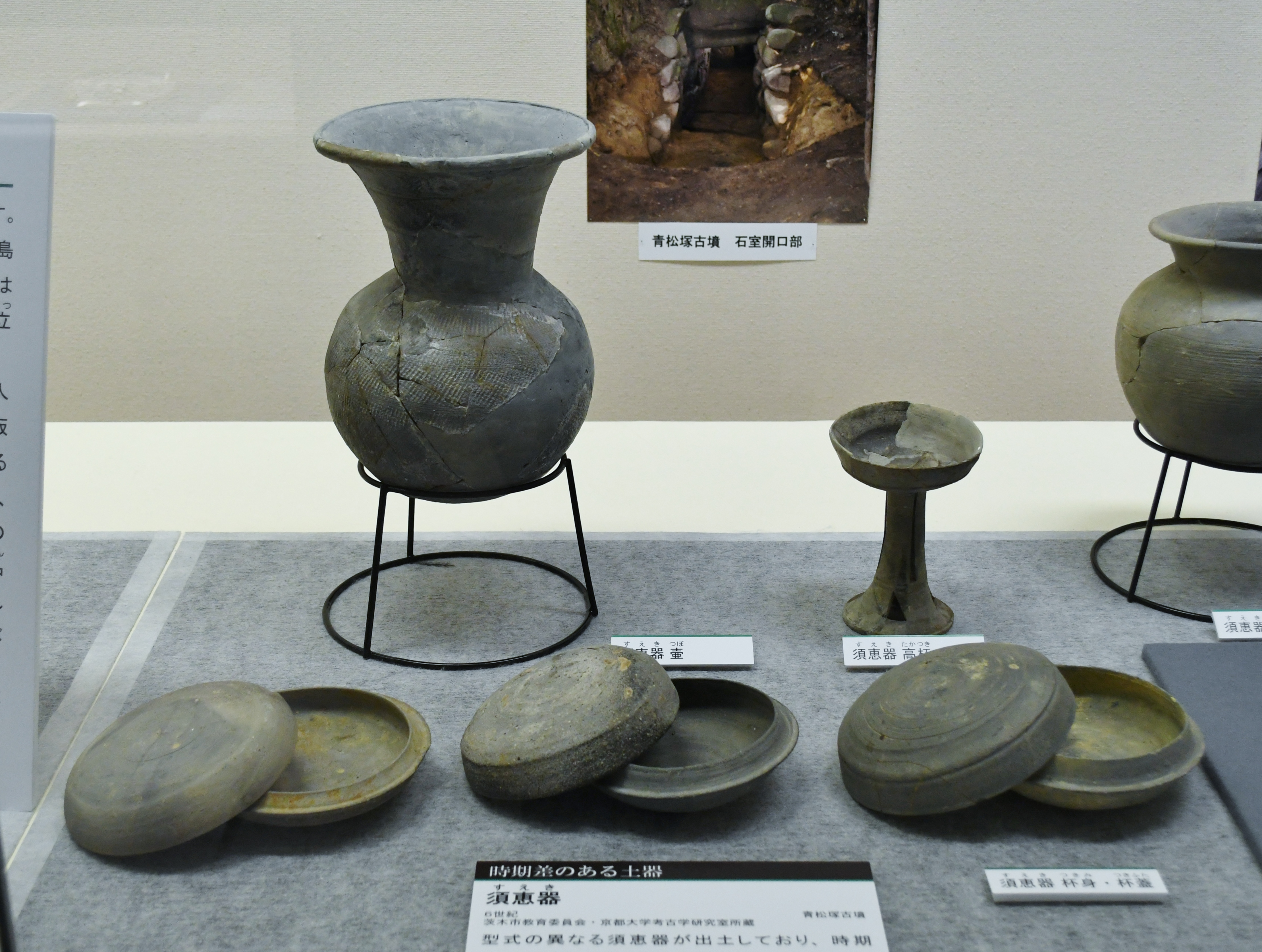
須恵器野洲市歴史民俗博物館企画展示時に撮影。

石室内の調査で検出された副葬品は次の通り。
- 銅鏡
  - 画文帯神獣鏡 1
  - 仿製乳文鏡 1
- 装身具
  - 切子玉 7
  - 平玉 1
  - 小玉 27
  - 銀製空玉 2
  - 銀環 2
  - 銀製指環 1
  - 三輪玉 3
- 武器
  - 鉄刀 1
  - 鉄鉾 1
  - 鉄鏃 62
- 農工具
  - 鉄斧 1
  - 鉄鑿 1
  - 鉄鍬 1
- 馬具
  - 轡 3
  - 鐙 1対
  - 雲珠 1
  - 辻金具 6
  - 杏葉 3
  - 馬鐸 2
- 帯金具 11
- 須恵器 74 - 蓋鉢、高杯、𤭯、小型壺、提瓶、横瓶、広口壺、高杯形器台など。
- 土師器 7 - 高杯など。

## 関連施設
- 茨木市立文化財資料館（茨木市東奈良） - 青松塚古墳の出土品を保管・展示。

## 関連文献
（記事執筆に使用していない関連文献）
- 「青松塚古墳の調査」『大阪府の文化財』大阪府教育委員会、1962年。
- 『わがまち茨木』 古墳編、茨木市、1990年。
- 『新修茨木市史』 第7巻 史料編 考古、茨木市、2014年。